# 趙不淩
參數所指定的目標頁面不存在，建議更正成存在頁面或直接建立下列一個頁面（建立前請先搜尋是否有合適的存在頁面可以取代）：
- 惠国公

惠國公趙不淩（1145年2月9日—1224年1月7日），祖籍涿郡（今河北省保定市清苑縣）人，宋朝宗室、惠國公趙士䅳第六子，第二十一代嗣濮王。

## 生平
趙不淩在紹興十五年（1145年）出生，十九年（1149年）天申節獲赐名，授補保義郎，後來升為武德郎。其後，他在嘉定二年（1209年）得「皇叔祖」稱號，任右千牛卫将军；到十三年正月己酉（1220年2月23日）襲封嗣濮王、充任福州觀察使；又在十五年五月（1222年）转職奉国军承宣使，嘉定十六年十二月（合1224年）去世。
他的死訊在嘉定十七年六月才傳回南宋朝廷，贈官開府儀同三司，追封惠國公。

## 家庭

### 兄弟
- 趙不凋，武德郎[9]
- 趙不違，武顯大夫[9]
- 趙不憐，武德郎[9]
- 趙不頗，秉義郎[9]
- 趙不杭，武翼郎[9]